# Crossroads Guitar Festival
«The Crossroads Guitar Festival» — музыкальный фестиваль и благотворительный концерт, впервые проведённый в 2004 году и снова в 2007 и 2010 годах. Фестиваль проводится в пользу основанного Эриком Клэптоном центра лечения наркомании Crossroads Centre, расположенного в Антигуа. Концерт, кроме того, предназначен быть площадкой для разнообразных гитаристов. Все они подобраны Эриком Клэптоном лично — выступая в 2007 году перед зрителями, он сказал, что каждый был одним из самых лучших, и тем, кто заслужил его уважение.

## 2004
Первый концерт состоялся на стадионе Cotton Bowl в Далласе, штат Техас, с 4 июня 2004 года по 6 июня 2004 года. Двойной DVD-диск, содержащий 250 минут видео, был выпущен в том же году.

### Исполнители
Некоторые исполнители, например Джефф Бек, Пэт Мэтини, Нил Шон, и Styx не были включены на DVD. Некоторые заявленные исполнители, такие как Стив Лакатер и Брайан Мэй не выступили на фестивале.
| - Эрик Клэптон - Джонни Эй - Джефф Бэк - Вишва Мохан Бхатт - Рон Блок - Booker T. & the M.G.'s - Дойл Брамхолл II - Джей Джей Кейл - Ларри Карлтон - Роберт Крей - Шерил Кроу - Бо Диддли - Джерри Дуглас - Нейтан Ист - Дэвид Эдвардс - Винс Гилл - Бадди Гай - Дэаид Идальго - Закир Хусейн - Дэвид Джеймс - Эрик Джонсон | - Би Би Кинг - Сонни Ландрет - Jonny Lang - Роберт Локвуд-младший - Джон Мейер - Джон Маклафлин - Пэт Мэтини - Роберт Рэндольф - Дюк Робиллард - Карлос Сантана - Нил Шон - Styx - Хьюберт Самлин - Джеймс Тейлор - Дэн Тимински - Стив Вай - Джимми Вон - Джо Уолш - ZZ Top - Дэвид Йохансен |

### DVD
Disc 1
1. «Cocaine» (Eric Clapton)
2. «Love in Vain Blues» (Robert Lockwood, Jr.)
3. «Killing Floor» (Eric Clapton, Robert Cray, Hubert Sumlin & Jimmie Vaughan)
4. «Sweet Home Chicago» (Eric Clapton, Robert Cray, Buddy Guy, Hubert Sumlin и Jimmie Vaughan)
5. «Six Strings Down» (Eric Clapton, Robert Cray, Robert Randolph и Jimmie Vaughan)
6. «Rock Me Baby» (Eric Clapton, Buddy Guy, B. B. King и Jimmie Vaughan)
7. «I Am a Man of Constant Sorrow» (Dan Tyminski и Ron Block)
8. «Road to Nash Vegas» (Dan Tyminski и Ron Block)
9. «Copperline» (James Taylor и Jerry Douglas)
10. «Steamroller» (James Taylor и Joe Walsh)
11. «Oklahoma Borderline» (Vince Gill и Jerry Douglas)
12. «What the Cowgirls Do» (Vince Gill и Jerry Douglas)
13. «After Midnight» (J. J. Cale и Eric Clapton)
14. «Call Me the Breeze» (J. J. Cale и Eric Clapton)
15. «The March» (Robert Randolph and the Family Band)
16. «Green Light Girl» (Doyle Bramhall II)
17. «Jingo» (Carlos Santana и Eric Clapton)
18. «City Love» (John Mayer)

Disc 2
1. «Rag Bihag» (Vishwa Mohan Bhatt)
2. «Tones for Elvin Jones» (John McLaughlin)
3. «Josie» (Larry Carlton)
4. «Going Down Slow» (David Honeyboy Edwards)
5. «If I Had Possession Over Judgement Day» (Eric Clapton)
6. «Time Makes Two» (Robert Cray)
7. «Give Me Up Again» (Jonny Lang)
8. «Neighborhood» (David Hidalgo)
9. «I’m the Hell Outta Here» (Steve Vai)
10. «Desert Rose» (Eric Johnson)
11. «Funk 49» (Joe Walsh)
12. «Rocky Mountain Way» (Joe Walsh)
13. «I Shot the Sheriff» (Eric Clapton)
14. «Have You Ever Loved a Woman (Blues in C)» (Eric Clapton)
15. «La Grange» (ZZ Top)
16. «Tush» (ZZ Top)

Кроме того на диске 2 содержится скрытый бонус-трек — «Layla».

## 2007
В 2007 году фестиваль был проведён в Toyota Park в городе Бриджвью, штат Иллинойс 28 июля 2007 года. DVD с записью концерта был выпущен 20 ноября 2007 года.

### Исполнители
- Билл Мюррей
- Сонни Ландрет^
- Джон Маклафлин^
- Элисон Краусс и Union Station с участием Джерри Дугласа
- Дойл Брамхолл II^
- The Derek Trucks Band
  - Присоединились Сьюзан Тедески и Джонни Винтер
- Robert Randolph and the Family Band^
- The Robert Cray Band^
  - Присоединились Джимми Вон^, Хьюберт Самлин^, и Би Би Кинг^
- Аарон Лёш (победитель Guitar Center’s King of the Blues contest 2007 года)
- Джон Мейер^
- Винс Гилл^
  - Присоединились Альберт Ли, Шерил Кроу^ и Вилли Нельсон
- Лос Лобос
- Джефф Бэк^ вместе с Тэл Вилкенфелд, Винни Колаютой и Джейсоном Ребелло
- Эрик Клэптон^
  - Присоединились Робби Робертсон и Стив Уинвуд
- Бадди Гай^
- В конце появились Buddy Guy с участием Эрик Клэптона, Роберта Крэя, Джона Мейера, Хьюберта Самлина, Джонни Винтера и Джимми Вона.

Знаком ^ отмечены исполнители, выступавшие в 2004 году. Полужирным выделены заявленные ранее исполнители.

### DVD
Disc 1
1. Introduction (Bill Murray)
2. Uberesso (Sonny Landreth)
3. Hell at Home (Sonny Landreth with Eric Clapton)
4. Maharina (John McLaughlin)
5. Rosie (Doyle Bramhall II)
6. Outside Woman Blues (Doyle Bramhall II)
7. Little by Little (Susan Tedeschi with The Derek Trucks Band)
8. Anyday (The Derek Trucks Band)
9. Highway 61 Revisited (Johnny Winter with The Derek Trucks Band)
10. Nobodysoul (Robert Randolph & The Family Band)
11. Poor Johnny (The Robert Cray Band)
12. Dirty Work at the Crossroads (Jimmie Vaughan with The Robert Cray Band)
13. Sitting on Top of the World (Hubert Sumlin with The Robert Cray Band & Jimmie Vaughan)
14. Paying the Cost to Be the Boss (B.B. King, The Robert Cray Band, Jimmie Vaughan и Hubert Sumlin)
15. Rock Me Baby (B.B. King, The Robert Cray Band, Jimmie Vaughan и Hubert Sumlin)
16. Sweet Thing (Vince Gill)
17. Country Boy (Albert Lee with Vince Gill)
18. If It Makes You Happy (Sheryl Crow, Vince Gill и Albert Lee)
19. Tulsa Time (Sheryl Crow, Eric Clapton, Vince Gill и Albert Lee)
20. Blue Eyes Crying in the Rain (Willie Nelson, Vince Gill и Albert Lee)
21. On the Road Again (Willie Nelson, Sheryl Crow, Vince Gill и Albert Lee)

Disc 2
1. Belief (John Mayer)
2. Gravity (John Mayer)
3. Don’t Worry Baby (Los Lobos)
4. Mas y Mas (Los Lobos)
5. Cause We’ve Ended as Lovers (Jeff Beck)
6. Big Block (Jeff Beck)
7. Tell the Truth (Eric Clapton)
8. Little Queen of Spades (Eric Clapton)
9. Isn’t It a Pity (Eric Clapton)
10. Who Do You Love (Robbie Robertson with Eric Clapton)
11. Presence of the Lord (Steve Winwood and Eric Clapton)
12. Can't Find My Way Home (Steve Winwood and Eric Clapton)
13. Had to Cry Today (Steve Winwood and Eric Clapton)
14. Dear Mr. Fantasy (Steve Winwood)
15. Crossroads (Eric Clapton and Steve Winwood)
16. Mary Had a Little Lamb (Buddy Guy)
17. Damn Right I’ve Got the Blues (Buddy Guy)
18. Sweet Home Chicago (Buddy Guy with Eric Clapton, Robert Cray, John Mayer, Hubert Sumlin, Jimmie Vaughan & Johnny Winter)

Best Buy exclusive Bonus Disc
1. Things Get Better
2. Why Does Love Got to Be So Sad?

## 2010
В 2010 году фестиваль вновь состоялся в Toyota Park в Бриджвью, штат Иллинойс 26 июня 2010 года.

### Исполнители
- Кирби Келли (победитель 2009 года король гитары Центра конкурса Blues)
- Сонни Ландрет^*
- Роберт Рэндольф и Family Band^* присоединились Джо Бонамасса и Пино Даниеле
- Robert Cray Band^* с участием Джимми Вона^* и Хьюберт Самлина^*
- Янш Бёрт
- Стефан Гроссман, присоединился Keb’ Mo’
- ZZ Top^
- Дойл Брамхолл II^* присоединились Гэри Кларк-младший, Шерил Кроу^*, Дерек Тракс и Сьюзан Тедески*
- Винс Гилл^*, присоединились Альберт Ли*, Джеймс Бёртон^, и Keb’ Mo’
- Citizen Cope, присоединилась Шерил Кроу^*
- Эрл Клу
- John Mayer Trio^*
- Бадди Гай^* при участии Джонни Лэнга^ и Ронни Вуда
- The Derek Trucks* and Susan Tedeschi* Band присоединились Уоррен Хэйнс, Шерил Кроу^*, Дэвид Идальго^*, Cesar Rosas*, и Джонни Винтер* (первоначально планировалось выступление Allman Brothers Band.)
- Джефф Бэк^* с Ронда Смит, Нарада Майкл Уолден и Джейсон Ребелло*
- Эрик Клэптон^* с участием Стива Уинвуда*, присоединились Citizen Cope и Джефф Бэк
- Би Би Кинг^* с Робертом Крэем, Джимми Воном и Эриком Клэптоном
- В финале многие артисты поднялись на сцену и исполнили «Sweet Home Chicago»

^ — исполнители, которые также участвовали в фестивале 2004 года; * — исполнители, которые также выступали на фестивале 2007 года.